# Thyrgis chislon
Thyrgis chislon är en fjärilsart som beskrevs av Druce 1885. Thyrgis chislon ingår i släktet Thyrgis och familjen björnspinnare. Inga underarter finns listade i Catalogue of Life.